# ينيس ميكيا
ينيس انريكييتا جوليتا ميكيا (24 أيار 1870- 12 تموز 1938) عالمة نباتات أمريكية مكسيكية معروفة بمجموعتها من العينات النباتية الجديدة من مناطق المكسيك وأمريكا الجنوبية. اكتشفت جنساً جديداً من النجميات، ومن الممكن القول أنها كانت جامعة النباتات الأكثر براعة في عصرها.

## الحياة والتعليم
ولدت ينيس ميكيا في واشنطن العاصمة في 24 أيار 1870 لأبيها الدبلوماسي المكسيكي، إنريكي ميكيا، وسارة ويلمر. انتهى الزواج في عام 1873، عندما كان عمرها ثلاث سنوات وعاد والدها إلى مكسيكو سيتي. أخذت والدتها الأطفال، بما في ذلك ينيس وستة آخرين من زواج سابق، وانتقلت إلى مقاطعة ليمستون (Limestone) التي كانت تبعد أحد عشر دورياً (الدوري هو وحدة الطول، كانت شائعة في أوروبا وأمريكا اللاتينية، لكنها لم تعد وحدة رسمية في أي دولة) واعترف بها وأصبحت موقعاً للمكسيك الحالية بولاية تكساس.
قضت ميكيا معظم طفولتها في تكساس وتلقت تعليمها الثانوي في المدارس الخاصة في فيلادلفيا وأونتاريو، كندا. بدأت تعليمها المبكر في سن 15 عاماً في أكاديمية سانت جوزيف في إميتسبورج بولاية ماريلاند، بعد انتهائها من هناك، انتقلت إلى مكسيكو سيتي، حيث عاشت في مزرعة عائلتها لمدة 10 سنوات واعتنت بوالدها الذي توفي عام 1896. خططت لتصبح راهبة، لكن وصية والدها حددت أنها إذا فعلت ذلك سوف يقطع عنها الميراث الذي تشاركه مع أختها غير الشقيقة. قاتلت هي وأختها من أجل المال مع عشيقة والدها وأخيها غير الشقيق.
تزوجت من هيرمان دي لاوي، تاجر إسباني ألماني في عام 1897، لكن الزواج القصير انتهى بوفاته في عام 1904. وكان زواجها الثاني من د. أوغسطين ريجادوس، الذي كان يصغرها بـ 16 عاماً، أيضا قصير الأجل. أدار أعمال الدواجن لديها بشكل سيء أثناء تلقيها العلاج الطبي في سان فرانسيسكو مما دفعها إلى طلاقه عام 1908. بعد أن انتهى زواجها من ريجادوس، بدأت حياتها المهنية كعاملة اجتماعية في سان فرانسيسكو. في عام 1921، سجلت في جامعة كاليفورنيا، بيركلي، بدافع من قبل رحلات مع نادي سييرا، حيث أثارت فئة علم النبات اهتمامها في هذا المجال، لم تحصل على شهادة أبداً. توفيت في بيركلي في 12 تموز 1938 من سرطان الرئة بعد مرضها في رحلة جمع إلى المكسيك.

## المهنة والإرث
بدأت ميكيا حياتها المهنية في سن الخامسة والخمسين برحلة عام 1925 إلى غرب المكسيك تحت وصاية روكسانا فيريس وهي عالمة نباتات في جامعة ستانفورد. سقطت ميكيا قبالة جرف وأصيبت ووقفت الرحلة، التي أسفرت عن 500 عينة، بما في ذلك عدة أنواع جديدة. اُكتشِفت في هذه الرحلة القصيرة الأنواع الأولى التي سُميت باسمها، ميموزا ميكيا.
على مدار الـ 12عاماً التالية، سافرت إلى الأرجنتين وشيلي وجبل ماكينلي (في عام 1928) والبرازيل (في عام 1929) والإكوادور (في عام 1934) وبيرو ومضيق ماجلان (في عام 1935) وجنوب غرب المكسيك (في عام 1937) في سبع رحلات تجميع مختلفة، واكتشفت جنس واحد جديد هو ميكسينتس (Mexianthus هو جنس من النباتات المزهرة المكسيكية داخل عائلة عباد الشمس)، والعديد من الأنواع الجديدة من بين مجموع عيناتها البالغ عددها 150000. كثيراً ما سافرت بمفردها، وهو أمر نادر بالنسبة للنساء في القرن العشرين. خلال رحلتها إلى غرب المكسيك جمعت أكثر من 33000 عينة، بما في ذلك 50 نوعاً جديداً. في الإكوادور عملت ميكيا مع ديوان صناعة واستكشاف النبات، وهو جزء من وزارة الزراعة في الإكوادور.  هناك بحثت عن نخيل الشمع، شجرة الكينا، والأعشاب التي ترتبط بالتربة. سافرت ميكيا ذات يوم إلى نهر الأمازون إلى مصدره في جبال الأنديز مع دليل وثلاثة رجال آخرين في قارب.  أمضت أيضاً ثلاثة أشهر في العيش مع أراجواروناس، وهي مجموعة أصلية في منطقة الأمازون. مُولِت كل هذه الرحلات من خلال بيع عيناتها لهواة الجمع والمؤسسات. العينات من هذه الرحلات خُزِنت في غراي هيربريوم في جامعة هارفارد والمتحف الميداني للتاريخ الطبيعي في شيكاغو.
غالباً ما كانت تحاضر في منطقة خليج سان فرانسيسكو، حيث شاركj قصصاً وصوراً عن رحلاتها. ملاحظاتها عن بعثاتها ظهرت بانتظام في (The Gull) النورس، وهي نشرة أخبار لجمعية أودوبون للمحيط الهادئ بين عامي 1926 و 1935. نشرت مجلة نادي سييرا قصتين عن مغامراتها، «ثلاثة آلاف ميل فوق الأمازون» (SCB, 18:1 [1933], 88-96)، و«التخييم على خط الاستواء» (SCB, 22:1 [1937], 85-91)، نُشِرت عدة قصص عن بعثاتها في مادرونو، وهي مجلة جمعية كاليفورنيا النباتية. نشرت أيضاً مسودة السيرة الذاتية بعد وفاتها في عام 1938 (مادرونو، تشرين الأول، 1938، المجلد الرابع، العدد 8، 274-275). كانت عضواً في جمعية كاليفورنيا النباتية، ونادي سييرا، وجمعية أودوبون للمحيط الهادئ، وجمعية ليما الجغرافية (Sociedad Geografica de Lima)، بيرو، وقد أصبحت عضواً مدى الحياة في أكاديمية كاليفورنيا للعلوم. كانت أيضاً عضواً فخرياً في وزارة الغابات والبيوت ومصائد الأسماك في المكسيك.
ذُكرت ميكيا من قبل زملائها لخبرتها في الحياة في هذا المجال ومرونتها في الشروط الصارمة، إضافةً إلى اندفاعها وعنادها ولكن شخصيتها معطاءة. أشادوا بعملها الحذر والشديد الدقة ومهاراتها كمجمعة.
هناك اتفاق كبير على أن ميكيا جمعت حوالي 150000عينة في حياتها. تقديرات الأنواع الجديدة تتراوح بين نوعين و 500 نوع. مجلة نادي سييرا نسبت إليها نوعين جديدين. ميكسينتس، سميت على اسم ميكيا، وهو جنس من عائلة عباد الشمس.
مجموعات العينات الخاصة بها يمكن الاطلاع عليها في أكاديمية كاليفورنيا للعلوم. ضُوعِفت الحصص في أكاديمية العلوم الطبيعية، فيلادلفيا، الجامعة الكاثوليكية، واشنطن العاصمة، متحف الميدان للتاريخ الطبيعي، شيكاغو، غراي هيربريوم، جامعة هارفارد، جامعة كاليفورنيا، بيركلي، والمتاحف الهامة والحدائق النباتية في لندن وكوبنهاجن وجنيف وباريس وستوكهولم وزيوريخ. أوراقها الشخصية موجودة في أكاديمية كاليفورنيا للعلوم وفي مكتبة بانكروفت في جامعة كاليفورنيا في بيركلي.
يُستخدم اختصار المؤلف الأساسي ميكيا للدلالة إلى هذا الشخص كمؤلف عند ذكر اسم نباتي.